# Camilo Sanvezzo
Camilo da Silva Sanvezzo (Presidente Prudente, São Paulo; 21 de julio de 1988) es un ex futbolista brasileño nacionalizado mexicano. Jugaba como delantero y su último equipo fue el Querétaro FC de la Primera División de México.

## Trayectoria

### S. C. Corinthians Alagoano
Camilo comenzó su carrera en las inferiores del Oeste Paulista Esporte Clube. En 2009 se trasladó a Corinthians Alagoano y permaneció allí un año antes de tomar su carrera en Europa.

### Qormi F. C.
Camilo tuvo un buen arranque con el Qormi FC, al anotar el gol de la victoria en su debut contra Sliema Wanderers, un triplete ante Msida Saint-Joseph, y otro triplete 'ante Hibernians FC.
Camilo jugó un papel vital en la exitosa temporada del Qormi FC, anotando 24 goles en 22 partidos de Liga.

### Gyeongnam F. C.
El 7 de julio de 2010, Camilo se trasladó al Gyeongnam FC de la K-League. Con Gyeongnam FC se presentó en 7 partidos sin marcar un gol. Sin embargo, anotó seis goles en siete partidos con el equipo del club 'B'.

### Vancouver Whitecaps F. C.
El 17 de marzo de 2011 paso al Vancouver Whitecaps, hizo su debut como suplente contra Toronto FC. Anotó sus dos primeros goles el 2 de abril de 2011 contra Sporting Kansas City.

### Querétaro F. C.
El traspaso de Camilo tuvo complicaciones, pero en enero del 2014 se confirmó la compra del Querétaro Fútbol Club y su llegada a la Liga MX. Después el club vivió una etapa complicada administrativamente, sin embargo logra marcar 3 anotaciones en 8 partidos. Para el torneo Apertura 2014, logra el título de goleo (compartido con el jugador del Club León, Mauro Boselli) con la escuadra emplumada y se convierte en el primer jugador en obtener esta distinción en el club en primera división con 12 anotaciones.
Se lesiona de cara al Clausura 2015 y se pierde todo el torneo, rumbo al Apertura 2015 regresa con gol en la victoria del Querétaro sobre Atlas 2-0, pero se resiente de su lesión anterior en un partido de Copa Campeones de Concacaf donde nuevamente es dado de baja por todo el semestre y a esperas de su recuperación.
Vuelve a jugar el 15 de abril de 2016 en juego contra el America entra de cambio.
En el Apertura 2016 anotó 7 goles en liga y 5 goles en Copa siendo pieza fundamental para Querétaro logrando su primero campeonato.
Pese a no haber jugado en el partido de la Super Copa MX ante el América, el equipo se proclamó campeón de dicha edición.
Tuvo una temporada final con el equipo de Gallos Blancos, pero debido a las lesiones no pudo brillar nuevamente. 
Camilo es el unico jugador que es el maximo goleador histórico de dos equipos, Mazatlan y Querétaro.  

## Clubes
| Club                       | País          | Año           | PJ  | Goles |
| -------------------------- | ------------- | ------------- | --- | ----- |
| S. C. Corinthians Alagoano | Brasil        | 2009          | 8   | 1     |
| Qormi F. C.                | Malta         | 2009-2010     | 22  | 24    |
| Gyeongnam F. C.            | Corea del Sur | 2010          | 9   | 0     |
| Vancouver Whitecaps F. C.  | Canadá        | 2011-2013     | 102 | 43    |
| Querétaro F. C.            | México        | 2014-2019     | 148 | 67    |
| Xolos de Tijuana           | México        | 2019-2020     | 24  | 10    |
| Mazatlán FC                | México        | 2020-2021     | 40  | 21    |
| Toluca FC                  | México        | 2022-Presente | 46  | 12    |

## Estadísticas

### Clubes
Actualizado al 12 de febrero de 2023.
| Club                                                               | Div.          | Temporada     | Liga  | Liga  | Liga   | Copas Nacionales(1) | Copas Nacionales(1) | Copas Nacionales(1) | Torneos Internacionales(2) | Torneos Internacionales(2) | Torneos Internacionales(2) | Total | Total | Total  | Promedio |
| Club                                                               | Div.          | Temporada     | Part. | Goles | Asist. | Part.               | Goles               | Asist.              | Part.                      | Goles                      | Asist.                     | Part. | Goles | Asist. | Promedio |
| ------------------------------------------------------------------ | ------------- | ------------- | ----- | ----- | ------ | ------------------- | ------------------- | ------------------- | -------------------------- | -------------------------- | -------------------------- | ----- | ----- | ------ | -------- |
| Qormi F. C. Malta                                                  | 1.ª           | 2009-10       | 22    | 24    | 0      | -                   | -                   | -                   | -                          | -                          | -                          | 22    | 24    | 0      | 1.09     |
| Qormi F. C. Malta                                                  | Total club    | Total club    | 22    | 24    | 0      | 0                   | 0                   | 0                   | 0                          | 0                          | 0                          | 22    | 24    | 0      | 1.09     |
| Gyeongnam F. C. Corea del Sur                                      | 1.ª           | 2010          | 9     | 0     | 0      | 0                   | 0                   | 0                   | -                          | -                          | -                          | 9     | 0     | 0      | 0.00     |
| Gyeongnam F. C. Corea del Sur                                      | Total club    | Total club    | 9     | 0     | 0      | 0                   | 0                   | 0                   | 0                          | 0                          | 0                          | 9     | 0     | 0      | 0.00     |
| Vancouver Whitecaps F. C. · Canadá                                 | 1.ª           | 2011          | 32    | 12    | 0      | 4                   | 1                   | 0                   | -                          | -                          | -                          | 36    | 13    | 0      | 0.36     |
| Vancouver Whitecaps F. C. · Canadá                                 | 1.ª           | 2012          | 28    | 5     | 0      | 3                   | 0                   | 0                   | -                          | -                          | -                          | 31    | 5     | 0      | 0.16     |
| Vancouver Whitecaps F. C. · Canadá                                 | 1.ª           | 2013          | 32    | 22    | 0      | 3                   | 3                   | 0                   | -                          | -                          | -                          | 35    | 25    | 0      | 0.71     |
| Vancouver Whitecaps F. C. · Canadá                                 | Total club    | Total club    | 92    | 39    | 0      | 10                  | 4                   | 0                   | 0                          | 0                          | 0                          | 102   | 43    | 0      | 0.42     |
| Querétaro F. C. · México                                           | 1.ª           | 2014          | 8     | 3     | 2      | 2                   | 0                   | 0                   | -                          | -                          | -                          | 10    | 3     | 2      | 0.3      |
| Querétaro F. C. · México                                           | 1.ª           | 2014-15       | 17    | 12    | 3      | 2                   | 1                   | 0                   | -                          | -                          | -                          | 19    | 13    | 3      | 0.68     |
| Querétaro F. C. · México                                           | 1.ª           | 2015-16       | 3     | 1     | 0      | -                   | -                   | -                   | 1                          | 0                          | 0                          | 4     | 1     | 0      | 0.25     |
| Querétaro F. C. · México                                           | 1.ª           | 2016-17       | 29    | 13    | 0      | 11                  | 7                   | 0                   | -                          | -                          | -                          | 40    | 20    | 0      | 0.50     |
| Querétaro F. C. · México                                           | 1.ª           | 2017-18       | 28    | 11    | 5      | 9                   | 3                   | 0                   | -                          | -                          | -                          | 37    | 14    | 5      | 0.37     |
| Querétaro F. C. · México                                           | 1.ª           | 2018-19       | 33    | 13    | 2      | 5                   | 3                   | 0                   | -                          | -                          | -                          | 38    | 16    | 2      | 0.42     |
| Querétaro F. C. · México                                           | Total club    | Total club    | 118   | 53    | 12     | 29                  | 14                  | 0                   | 1                          | 0                          | 0                          | 148   | 67    | 12     | 0.45     |
| C. Tijuana · México                                                | 1.ª           | 2019-20       | 20    | 6     | 0      | 3                   | 4                   | 0                   | 0                          | 0                          | 0                          | 23    | 10    | 0      | 0.41     |
| C. Tijuana · México                                                | Total club    | Total club    | 20    | 6     | 0      | 3                   | 4                   | 0                   | 0                          | 0                          | 0                          | 23    | 10    | 0      | 0.41     |
| Mazatlán FC · México                                               | 1.ª           | 2020-21       | 27    | 13    | 3      | -                   | -                   | -                   | -                          | -                          | -                          | 27    | 16    | 3      | 0.59     |
| Mazatlán FC · México                                               | 1.ª           | 2021-22       | 13    | 8     | 1      | -                   | -                   | -                   | -                          | -                          | -                          | 13    | 8     | 1      | 0.61     |
| Mazatlán FC · México                                               | Total club    | Total club    | 40    | 24    | 4      | 0                   | 0                   | 0                   | 0                          | 0                          | 0                          | 40    | 24    | 4      | 0.60     |
| D. Toluca · México                                                 | 1.ª           | 2022          | 17    | 3     | 1      | -                   | -                   | -                   | -                          | -                          | -                          | 17    | 3     | 1      | 0.18     |
| D. Toluca · México                                                 | 1.ª           | 2022-23       | 29    | 9     | 2      | -                   | -                   | -                   | -                          | -                          | -                          | 29    | 9     | 2      | 0.32     |
| D. Toluca · México                                                 | Total club    | Total club    | 46    | 12    | 3      | 0                   | 0                   | 0                   | 0                          | 0                          | 0                          | 46    | 12    | 3      | 0.27     |
| Total carrera                                                      | Total carrera | Total carrera | 347   | 155   | 19     | 42                  | 22                  | 0                   | 1                          | 0                          | 0                          | 390   | 180   | 19     | 0.46     |
| (1)Incluidos los datos de la Liga de Campeones Concacaf (2015-16)) |               |               |       |       |        |                     |                     |                     |                            |                            |                            |       |       |        |          |

## Palmarés

### Títulos nacionales
| Título       | Club      | País   | Año  |
| ------------ | --------- | ------ | ---- |
| Copa MX      | Querétaro | México | 2016 |
| Supercopa MX | Querétaro | México | 2017 |

### Distinciones individuales
| Distinción                               | Año  |
| ---------------------------------------- | ---- |
| Goleador de la Premier League de Malta   | 2010 |
| Bota de Oro de la MLS                    | 2013 |
| Gol del año de la MLS                    | 2013 |
| Máximo goleador de la Liga MX (12 goles) | 2014 |

- Datos: Q488460
- Multimedia: Camilo Sanvezzo / Q488460